# Romualdo Alvargonzález Lanquine
Romualdo Alvargonzález Lanquine (Gijón; 7 de marzo de 1893-Gijón; 14 de agosto de 1936) fue un ingeniero, político y empresario español, Diputado en Cortes (1933-1936) por la CEDA, promotor de la Feria Internacional de Muestras de Asturias. Murió asesinado al comienzo de la guerra civil española, víctima de la represión republicana.

## Biografía
Natural de una familia de empresarios navieros y conserveros, participó de forma muy activa en los negocios y en las asociaciones empresariales, siendo elegido presidente de la Patronal Metalúrgica de Gijón y secretario de la Federación Patronal en 1923. Desde este cargo promovió la celebración de la I Feria Internacional de Muestras de Asturias en Gijón (15-31 de agosto de 1924), que tuvo enorme éxito. 
Su eficacia hizo que Miguel Primo de Rivera le encomendara puestos de relieve en exposiciones nacionales, como la secretaría nacional de la Exposición Iberoamericana de Sevilla de 1929, e internacionales: encargado de la representación de Asturias en la Exposición Internacional de Hulla Blanca y de Turismo de Grenoble; integrante de la Comisión que visitó la Exposición de Filadelfia; comisario general de España en las Exposiciones Internacionales de Lieja y Amberes. En reconocimiento a sus esfuerzos se le concedieron la Legión de Honor de Francia y la Orden de Leopoldo de Bélgica. 
Con la llegada de la Segunda República comenzó a participar en política, y se afilió a Acción Popular. En 1933 se le encargó el Comité Local de Acción Popular de Gijón y de la organización de propaganda provincial. Ese mismo año fue elegido diputado a Cortes por la CEDA, manteniendo su escaño en las elecciones de 1936, aunque su acta fue anulada en marzo de ese año. Una grave enfermedad a la vista le dejó casi totalmente ciego en aquellos años.
Al iniciarse la Guerra Civil fue capturado por las fuerzas leales al Frente Popular y recluido junto a otros 115 presos en la Iglesiona de Gijón; el 14 de agosto, en respuesta a los bombardeos de la aviación rebelde sobre la ciudad, fue ejecutado junto al resto de los retenidos.